# Don Mercedes
Don Mercedes, pseudoniem van Robert (Rob) van Bommel (Utrecht, 12 januari 1941), is een Nederlands zanger die, tezamen met Bonnie St. Claire, in het voorjaar van 1976 in Nederland en België een Nederlandstalige hit had met het nummer "Rocky", oorspronkelijk een Engelstalig nummer uit 1975 geschreven door Jay Stevens uitgevoerd door Dickey Lee. De Mercedes versie was echter opgenomen naar aanleiding van een in 1976 eerder verschenen Duitstalige versie van Frank Farian. Het arrangement van die versie werd grotendeels overgenomen. 
Mercedes timmerde vanaf de jaren 60 aan de weg en trad op met begeleidingsgroepen The Driftin' Five, The Improvers en His Benz. In eerste instantie nam hij een aantal Engelstalige singles op, waaronder "Devil In Disguise". In 1965 haalde hij de Nederlandse Top 40 met "Zo maar een soldaat", een vertaling van de Engelse protestsong "Universal Soldier" van Buffy Sainte-Marie. Van het nummer bestond tevens een versie gezongen door Cowboy Gerard.
Hoewel Mercedes muziek bleef uitbrengen, zou het ruim tien jaar duren totdat hij opnieuw de hitparades haalde. Met Rocky reikte hij op 12 juni 1976 tot de nummer 1-positie in de destijds twee hitlijsten op de nationale publieke popzender Hilversum 3 (de Nederlandse Top 40 en de Nationale Hitparade). In de op Hemelvaartsdag 27 mei 1976 gestarte Europese hitlijst op Hilversum 3, de TROS Europarade, werd de 3e positie bereikt.
Twee weken later haalde hij ook in België de nummer 1-positie in zowel de voorloper van de Vlaamse Ultratop 50 als de Vlaamse Radio 2 Top 30. In Wallonië werd géén notering behaald.
In België en Nederland was de versie van Mercedes een grotere hit dan de uitvoering van de Duitser Frank Farian waarop het gebaseerd was. Zo waren de arrangementen van de vrouwelijke zang overgenomen. Deze zijn niet aanwezig op de oorspronkelijke versie van Dickey Lee. Na "Rocky" bracht Mercedes nog enkele singles uit, waaronder het nummer "Wie schoot op J.R. Ewing",  dat gebaseerd was op de televisieserie Dallas.
In de jaren 70 was Mercedes enige tijd eigenaar van een discotheek aan de Utrechtse Oudegracht. Verder was hij actief als zakenman; zo exploiteerde hij in Florida een sinaasappelplantage en investeerde hij in de Franse en Amerikaanse release van het boek Stoppen met roken van Allen Carr.
Begin 2011 verscheen van hem voor het eerst in 30 jaar een nieuw album.

## Discografie

### Singles
| Single met eventuele hitnotering(en) in de Nederlandse Top 40 | Datum van verschijnen | Datum van binnenkomst | Hoogste positie | Aantal weken | Opmerkingen                                                                                |
| ------------------------------------------------------------- | --------------------- | --------------------- | --------------- | ------------ | ------------------------------------------------------------------------------------------ |
| Zo maar een soldaat                                           | 1965                  | 16-10-1965            | 32              | 4            | gedeelde hitnotering met de versie van Cowboy Gerard de Vries / Nr. 19 in de Parool Top 20 |
| Rocky                                                         | 1976                  | 22-05-1976            | 1(2wk)          | 11           | met Bonnie St. Claire / Nr. 1 in de Nationale Hitparade / Nr. 3 in de TROS Europarade      |

### NPO Radio 2 Top 2000
| Nummer met noteringen in de NPO Radio 2 Top 2000 | '99  | '00  | '01  | '02  | '03  | '04  | '05  | '06  | '07  | '08  |
| ------------------------------------------------ | ---- | ---- | ---- | ---- | ---- | ---- | ---- | ---- | ---- | ---- |
| Rocky (met Bonnie St. Claire)                    | 1461 | 1288 | 1403 | 1607 | 1779 | 1747 | 1484 | 1746 | 1790 | 1667 |

1. ↑  Een vetgedrukt getal geeft de hoogste notering aan.
2. ↑  Deze tabel is bijgewerkt tot en met de laatste editie (2024).